# Rihpovec
Rihpovec este o localitate din comuna Trebnje, Slovenia, cu o populație de 91 de locuitori.